# Gare de Walsden
La gare de Walsden est une gare ferroviaire du Royaume-Uni, située sur le territoire de la ville de Walsden, dans le  Yorkshire de l'Ouest en Angleterre. 
Les services à partir de Walsden sont opérés par Northern Rail.